# Симоненко Дем'ян Гаврилович

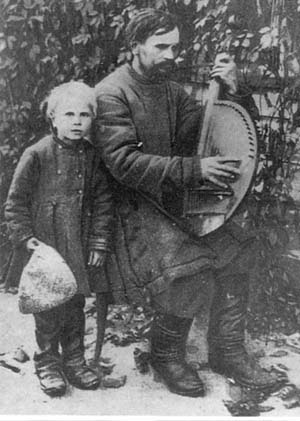
Кобзар Дем'ян Симоненко

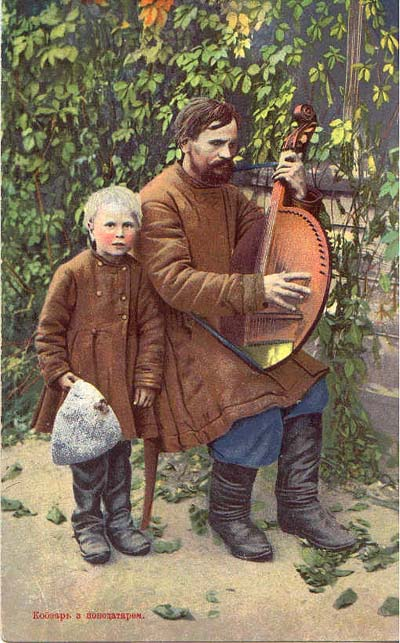
Кобзар Дем'ян Симоненко

Дем'я́н Гаври́лович Симоне́нко  (Симонович; нар. 1 листопада 1871, Стольне — †30 квітня 1948) — кобзар-сліпець, учень Т. Пархоменка

## Життєпис
Родом з с. Стольного (Менського району) (Стильне, Сосницького п.) на Чернігівщині. Народився сліпим. Вчився у М. Дубини, а потім у А. Гайденка. Дум вивчив від М. Кравченка. Ходив по містах Київ, Ніжин, Кролевець, Глухів, Конотоп.

### Репертуар
Виконував псальми, історичні пісні та
Думи:
(«Маруся Богуславка»,
«Удова та три сини»,
«Дума невольницька»).